# Кулаков, Герт Петрович
Герт Петрович Кулаков (1926—1987) — советский учёный и педагог, нефролог, доктор медицинских наук, профессор, член-корреспондент АМН СССР (1984).

## Биография
Родился 20 августа 1926 года в Москве в семье инженера-механика. 
С 1941 по 1945 год участник Великой Отечественной войны. С 1948 по 1953 год обучался в Первом Московском государственном медицинском институте, а после  окончания института проходил обучение в ординатуре и аспирантуре Центрального института усовершенствования врачей, его педагогами были профессора А. П. Фрумкин и М. С. Вовси
С 1958 по 1983 год на педагогической работе в Центральном ордена Ленина институте усовершенствования врачей в должностях преподавателя, доцента и с 1978 года — профессора кафедры урологии, с 1983 по 1987 год — организатор и первый заведующий кафедры нефрологии. Являлся одним из тех кто организовывал отделения гемодиализа и нефрологии в Московской городской клинической больнице имени С. П. Боткина.

### Научно-педагогическая деятельность
Основная научно-педагогическая деятельность Г. П. Кулакова была связана с вопросами в области нефрологии, разработке методики изолированной ультрафильтрации при лечении сердечной недостаточности, методики лечения инфузионной  гепаринизации в период гемодиализапочечной недостаточности и проблемы лечения почечной недостаточности.  Г. П. Кулаков являлся активным участником создания советской аппаратура для гемодиализа. Г. П. Кулаков являлся  председателем ревизионной комиссии Всесоюзного научного обществава нефрологов, членом Комиссии по новой технике Министерства здравоохранения СССР, а с 1978 года — почётным членом Чехословацкого нефрологического научного общества и чехословацкого медицинского общества имени Яна Пуркинье.
В 1975 году защитил докторскую диссертацию по теме: «Острая почечная недостаточность при некронефрозах», в 1976 году ему присвоено учёное звание профессор. В 1984 году он был избран член-корреспондентом АМН СССР. Под руководством Г. П. Кулакова было написано около ста двадцати научных работ, в том числе монографий. Г. П. Кулаков являлся ответственным редактором редакционного отдела «Нефрология» Большой медицинской энциклопедии.
Скончался 19 июля 1987 года в Москве. Похоронен в Москве на Донском кладбище (участок 2).

## Награды
- Орден Отечественной войны II степени
- Медаль «За отвагу» (СССР)
- Медаль «За победу над Германией в Великой Отечественной войне 1941—1945 гг.»[5]